# Abelater bosi
 Abelater bosi  ist eine Art der Gattung Abelater innerhalb der Schnellkäfer (Elateridae). Die Art wurde 2010 von Rainer Schimmel und Dariusz Tarnawski anhand einer Sammlung von Käfern in einem Waldgebiet auf der indonesischen Insel Sulawesi beschrieben und nach dem niederländischen Zoologen Merijn M. Bos benannt.

## Merkmale
Abelater bosi ist nur durch männliche Tiere bekannt, weibliche Käfer wurden noch nicht nachgewiesen. Es ist ein länglicher, keilförmiger und leicht gewölbter Käfer mit einer Körperlänge von 4,4 Millimeter und einer maximalen Breite von 1,2 Millimetern. Er ist zweifarbig gelblich-braun gefärbt mit schwarzen Augen, Scutellum und einer kleinen zentrale Rinne (striae) auf dem Pronotum und den Elytren. Die Antennen sind einfarbig gelb.
Der Kopf ist dicht mit kreisförmigen Dellen punktiert, die Zwischenräume sind auf kleine Falten reduziert. Die Behaarung ist kurz und verringert sich zum Scheitel und zu den Seiten. Die Augen sind leicht kugelig und leicht hervorstehend. Die Antennen besitzen borstige Haare, bestehen aus 11 Segmenten und überragen zurückgelegt die Hinterkante des Pronotums um die Länge des letzten Antennomers. Das zweite und dritte Antennomer sind kurz und zylindrisch, beide zusammen sind deutlich kürzer als das sehr lange vierte und auch jedes der folgenden Antennomere. Das fünfte bis zehnte Antennomer sind jeweils kürzer als das vierte Antennomer, sie sind spindelförmig und mittig leicht gekielt. Das letzte Antennomer ist rechteckig-eiförmig und kurz vor der Spitze abgeschrägt.
Das Pronotum ist glockenförmig und die Länge an der Mittellinie ist 1,17-mal länger als die Breite an der Hinterkante. Es ist leicht gewölbt und seitlich leicht abgeschrägt, an der Basis erweitert es sich. Die Hinterecken des Pronotums sind spitz und leicht auseinanderlaufend. Es besitzt eine dichte Punktierung mit flachen Zwischenräumen. Die Behaarung ist kurz und bürstenartig sowie kaum sichtbar, sie nimmt zur Mitte und zu den Seiten ab. Der Pro-, Meso- und Metathorax sind ebenfalls dicht punktiert, die Zwischenräume sind leicht erhoben. Das Scutellum ist flach und keilförmig, an der Basis ist es leicht gewölbt und an den Enden spitz. Die Oberseite ist flach mit feiner Punktierung, die Zwischenbereiche sind drei- bis viermal so weit wie der Durchmesser der Punkte. Die Beine sind schlank, mittellang und dünn, der Femur ist verdickt und die Tibiae sind mit kurzen und starren Bosten bestanden. Der Tarsus besteht aus fünf Tarsomeren, die in ihrer Größe abnehmen und eine einfache Kralle tragen.
Die Flügeldecken (Elytren) sind keilförmig und flach, nach dem ersten Drittel verengen sie sich zum Hinterende. Die Enden sind leicht gewölbt mit einem inneren Zahn. Die Basis der Elytren ist etwas schmaler als das Pronotum, sie ist flach und am Scutellum leicht eingedrückt. Der vordere Bereich ist leicht aufgewölbt und durch die darunterliegenden Flügel zu Schultern erhoben. Die Rinnen der Elytren besitzen einfache und runzlige Punktierungen, die Erhebungen sind fein punktiert. Der Aedeagus, das männliche Begattungsorgan, ist artspezifisch geformt mit einem medianen verdickten Lobus, der die Enden der Paramere deutlich erreicht.
Abelater bosi entspricht in seinem Aussehen Abelater pusillus, kann von diesem aber aufgrund der zentralen schwarzen Striae auf dem Pronotum und den Elytren unterschieden werden. Von Abelater dongalaensis, der gemeinsam mit A. bosi beschrieben wurde, unterscheidet er sich durch längere Antennen, die dichte Punktierung des Pronotum und der Form des Aedeagus.

## Verbreitung und Lebensweise
Über die Lebensweise der Art liegen keine Informationen vor. Der Holotyp wurde bei einer Sammlung nach einer Laubbegasung in einer Kakaoplantage im Zentrum der Insel Sulawesi in Donggala in der Provinz Sulawesi Tengah gesammelt. Das Gebiet liegt etwa 750 bis 1000 Meter über dem Meeresspiegel.

## Systematik
Abelater bosi wurde als eigenständige Art der Gattung Abelater innerhalb der Schnellkäfer (Elateridae) beschrieben. Dabei benannten sie die Erstbeschreiber Rainer Schimmel und Dariusz Tarnawski nach dem Sammler des Holotypus, den niederländischen Zoologen Merijn M. Bos. Schimmel und Tarnawski erhielten den Holotypen zur Bestimmung als Teil einer Sammlung durch Boris Büche aus Berlin und beschrieben neben Abelater bosi acht weitere Arten der Tribus Megapenthini aus dieser Sammlung im Rahmen der Erstbeschreibung. Eine weitere Art aus der Sammlung, die nach Bos benannt wurde, ist der Flohkäfer Argopistes bosi im Jahr 2011.

## Belege
1. 1 2 3 4 5 6 7 8 9  Rainer Schimmel, Dariusz Tarnawski: New and Little Known Species of the Tribe Megapenthini Gurjeva, 1973 (Coleoptera: Elateridae) from Sulawesi. Annales Zoologici 60(3), 2010; S. 325–336. doi:10.3161/000345410X535325.
2. ↑  Lev N. Medvedev: New species of Alticinae (Coleoptera, Chrysomelidae) from insular system from SE Asia. In: Dmitry Telnov (Hrsg.): Biodiversity, Biogeography and Nature Conservation in Wallacea and New Guinea: Volume 1. The Entomological Society of Latvia, August 2011; S. 89–95 (Google Books).